# Veľký Grič
Veľký Grič (971 m n.p.m.) – szczyt w północnej części gór Ptacznik na Słowacji. 

## Położenie
Leży w północnej części grupy zwanej Wysokim Ptacznikiem, w odległości ok. 3,6 km na północny wschód od szczytu Biely kameň (1135 m n.p.m.). Jest ostatnim (licząc z południa na północ) szczytem tych gór o wysokości przekraczającej 900 m n.p.m. Jego wierzchołek znajduje się w głównym grzbiecie tych gór, który jednak tworzy w tym miejscu charakterystyczny róg, wysunięty w kierunku północno-wschodnim, w kierunku odległej o ok. 3,5 km Handlovej.

## Charakterystyka
Ma kształt wydłużonego kopca, wyraźnie górującego od południowego zachodu nad Kotliną Handlowską. Jego stoki południowo-zachodnie i zachodnie są łagodne, pozostałe – strome, miejscami wręcz urwiste, wierzchowina spłaszczona. Wymodelowany jest w grubej pokrywie wulkanicznych andezytów, które na wschodnich i północno-wschodnich stokach, tuż pod wierzchołkiem, wychodzą na powierzchnię w postaci ciągu potężnych skalnych ścian i urwisk o łącznej długości blisko 900 m, urozmaiconych szeregiem żeber, ambon i baszt skalnych.

## Turystyka
Veľký Grič jest często odwiedzany przez turystów, wędrujących głównym grzbietem gór Ptacznika. Jest także popularnym celem wycieczek z pobliskiej Handlovej, głównie dla rozległej panoramy ze szczytu w kierunkach od północnego przez wschodni do południowego. Obejmuje ona (w kolejności jak wyżej) następujące grupy górskie: Góry Strażowskie, Żar, Małą Fatrę, Wielką Fatrę, zachodni kraniec Niżnych Tatr, Góry Krzemnickie, Polanę, Javorie i Góry Szczawnickie.
Tuż poniżej szczytu przebiega czerwono  znakowany, dalekobieżny szlak turystyczny, biegnący m.in. całym głównym grzbietem Ptacznika – tzw. Ponitrianska magistrála, który z Veľkeho Griča schodzi już wprost do centrum Handlovej. Na wierzchołek i niedaleki punkt widokowy na krawędzi skalnego uskoku prowadzi krótki, znakowany szlak dojściowy. Pod szczyt wyprowadzają również żółte  znaki szlaku, biegnącego z Prievidzy przez przełęcz Uhlisko.
Formacje skalne Veľkeho Griča są popularnym terenem ćwiczeń dla wspinaczy i miłośników boulderingu.